# Anatomie (film)
Pour les articles homonymes, voir Anatomie (homonymie).
Série
Anatomie 2
(2003)
Pour plus de détails, voir Fiche technique et Distribution.
Anatomie est un film allemand réalisé par Stefan Ruzowitzky, sorti en 2000. Une suite, Anatomie 2, a été donnée en 2003.

## Synopsis
Paula Henning, une étudiante en médecine, est admise dans une école de médecine très sélective à Heidelberg. Quand le corps d'un jeune homme qu'elle a rencontré dans le train se retrouve sur une table d'autopsie, elle commence à enquêter sur les mystérieuses circonstances de sa mort et découvre une conspiration macabre perpétrée par une société secrète anti-hippocratique opérant à l'intérieur de l'école.

## Fiche technique
- Titre original et français : Anatomie
- Réalisation et scénario : Stefan Ruzowitzky
- Photographie : Peter von Haller
- Montage : Ueli Christen
- Musique : Marius Ruhland
- Production : Andrea Willson
- Durée : 103 minutes
- Pays :  Allemagne
- Date de sortie : 
  - France : 16 mai 2001

## Distribution
- Franka Potente (VF : Virginie Méry) : Paula Henning
- Benno Fürmann (VF : Arnaud Arbessier) : Hein
- Anna Loos (VF : Marjorie Frantz) : Gretchen
- Sebastian Blomberg (VF : Pierre Tessier) : Caspar
- Holger Speckhahn : Phil
- Traugott Buhre (VF : Jacques Dacqmine) : Prof. Grombek
- Oliver K. Wnuk : Ludwig
- Arndt Schwering-Sohnrey : David
- Andreas Günther : Franz
- Antonia Cäcalia Holfender : Gabi
- Rüdiger Vogler : Docteur Henning
- Barbara-Magdalena Ahren : Madame Henning
- Werner Dissel : Grand-père de Paula
- Gennadiy Vengerov : Préparateur
- Simon Schwarz : Homme jeune
- Christoph Hagen Dittmann : Bernie
- Angelika Sedlmeier : Madame Freisinger
- Anna Brüggemann : Fille du junkie
- Axel Weusten : Alexander

Source et Légende doublage : VF = Version Française